# Fired Up!
Fired Up! (Brasil: Pelas Garotas e Pela Glória / Portugal: À Conquista das Cheerleaders) é um filme estadunidense de 2009 que conta a história de dois estudantes adolescentes, jogadores de futebol, que viram líder de torcida para ficarem ao lado das meninas.
É dirigido por Will Gluck e estrelado por Eric Christian Olsen, Nicholas D'Agosto, Sarah Roemer e Molly Sims. Teve sua estreia nos Estados Unidos no dia 20 de fevereiro de 2009. No Brasil, foi lançado diretamente em DVD em novembro de 2009.

## Sinopse
Nick Brady (Eric Christian Olsen) e Shawn Colfax (Nicholas D'Agosto), as estrelas de futebol do colegial Gerald R. Ford High School, não estão animados para passar, novamente, o verão no campo de futebol. Então os dois rapazes mais populares da escola decidem abandonar o campo de futebol e invadir o campo de treinamento das líderes de torcida. Os dois estão tendo ótimas férias até que Shawn se apaixona por Carly (Sarah Roemer), a bonita líder de torcida e também a única que não concorda com a participação dos meninos no campo de treinamento, pois ela percebe os seus reais interesses. Para conquistar Carly, Shawn se esforça para fazer os melhores movimentos no campo de treinamento e tenta mostrar para Carly que ele está realmente interessado nela.

## Elenco
- Nicholas D'Agosto como Shawn Colfax
- Eric Christian Olsen como Nick Brady
- Sarah Roemer como Carly
- Amber Stevens como Sara
- Molly Sims como Diora
- Danneel Harris como Bianca
- Margo Harshman como Sylvia
- Jessica Szohr como Kara
- David Walton como Dr. Rick
- AnnaLynne McCord como Gwyneth
- Juliette Goglia como Poppy
- Janel Parrish como Lana
- Philip Baker Hall como Treinador Byrnes
- John Michael Higgins como Treinador Keith
- Smith Cho como Beth
- Hayley Marie Norman como Angela
- Jake Sandvig como Downey
- Heather Morris como Fiona

## Recepção
Fired Up! teve recepção geralmente desfavorável por parte da crítica especializada. Com base em 18 avaliações profissionais, alcançou uma pontuação de em 31/100 no Metacritic. Em análise para Premiere, Patrick Parker disse: "É surpreendentemente engraçado para o outro fraco "American Pie" [...] Nicholas D'Agosto e Eric Christian Olsen fazem um par divertido; Se você está sob a idade de 25 anos você vai gostar."
Do Boston Globe, Wesley Morris: "Fired Up sente-se como a primeira vez que todo mundo não fez nada - escreveu, atuou, dirigiu, animou a atorcida."

## Gravação
Quase toda a gravação do colegial foi filmada no South Pasadena High School. Quando era para ser decidido qual seria o nome do time, foi decidido o nome "Tigers" (tigre em português), já que o mascote do colegial é um tigre, então seria mais fácil para a gravação. O campo de treinamento das líderes de torcida foi filmado no Occidental College.

## Trailer
O primeiro trailer foi exibido, nos Estados Unidos, na estreia do filme Crepúsculo.